# Вюйермо, Рене-Лоран
Рене́-Лора́н Вюйе́рмо (фр. René-Laurent Vuillermoz; 26 октября 1977, Аоста) — итальянский биатлонист, брат лыжника Ришара.

## Спортивная карьера
Рене-Лоран Вюйермо родился в Аосте, а вырос в коммуне Сар. Два своих лучших результата в личных гонках на этапах Кубка мира он показал в сезоне 2004/05 (3 место) и
сезоне 2006/07 (3 место). Завершил карьеру  после сезона 2011-2012.

## Кубок мира
- 2002—2003 — 53-е место(42 очка)
- 2003—2004 — 80-е место (4 очка)
- 2004—2005 — 41-е место (98 очков)
- 2005—2006 — 27-е место (218  очков)
- 2006—2007 — 28-е место(211 очков)
- 2007—2008 — 70-е место (18 очков)
- 2008—2009 — 63-е место(82 очка)
- 2009—2010 — 88-е место(21 очко)
- 2010—2011 — 76-е место(39 очков)